# 多夫吉夫
50°26′9″N 24°43′44″E / 50.43583°N 24.72889°E
多夫吉夫（烏克蘭語：Довгів），是烏克蘭的村落，位於該國西部沃倫州，由盧茨克區負責管轄，始建於1545年，面積22.5平方公里，海拔高度208米，2001年人口599，人口密度每平方公里26.62人。